# Rolling Stone Beach

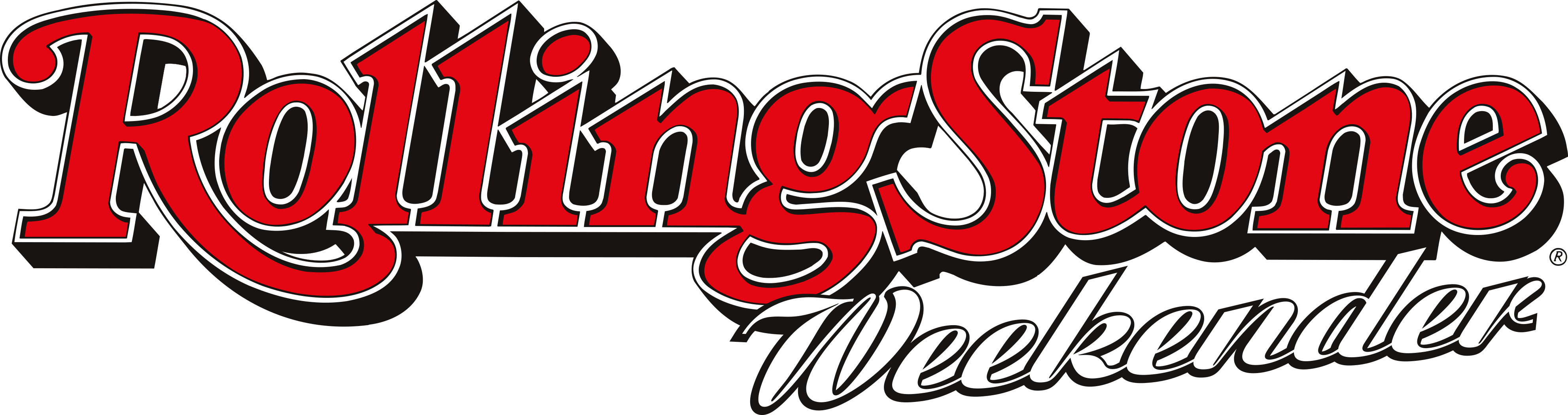
Festival-Logo

Rolling Stone Beach (bis 2018 Rolling Stone Weekender) ist ein zweitägiges Indoor-Festival mit Livemusik und kulturellem Rahmenprogramm, das jährlich am Weißenhäuser Strand stattfindet. Die Veranstaltung ist eine Kooperation des Veranstaltungsunternehmens FKP Scorpio und der Musikzeitschrift Rolling Stone.

## Programm und Konzept
Das Programm legt den Fokus auf internationale Alternative-Rock- und Pop-Acts. Außerdem wird das Konzertprogramm durch Diskussionen, Lesungen oder Filmvorführungen ergänzt. Die Besucherzahl ist aufgrund der Unterbringung im Ferienpark auf 4.000 begrenzt. Das Konzept des Rolling Stone Beach soll nicht nur regelmäßige Festival-Gäste ansprechen, sondern richtet sich auch an Familien. Daher unterscheidet sich auch die Unterbringung von anderen Festivals: Die Gäste wohnen auf Wunsch in Appartements, Bungalows oder Hotelzimmern direkt auf dem Veranstaltungsgelände. Außerdem können sie verschiedene Wellness- oder Sportangebote nutzen oder Betreuungsangebote für Kinder wahrnehmen. In jedem Jahr bietet die Veranstaltung rund 30 Stunden Bühnenprogramm an vier Orten auf dem Gelände des Ferienparks. Von 2009 bis 2018 lizenzierte FKP Scorpio die Weekender Marke von Daniel Dombrowe, dem Gründer des Baltic Soul Weekender. Die Lizenz für die Marke Weekender wurde ab 2019 nicht weiter lizenziert und die Veranstaltung benannte sich von Rolling Stone Weekender in Rolling Stone Beach um.
Für das Jahr 2018 veranstaltete der Rolling Stone ein Schwesterfestival unter dem Titel Rolling Stone Park, das bei identischem Line-Up im Europa-Park abgehalten wurde. Das Festival fand erneut 2019 statt und pausiert seitdem.
2020 wurde das Festival auf Grund der COVID-19-Pandemie in Deutschland abgesagt. Gleichzeitig wurde das Festival für den 5. und 6. November 2021 angekündigt. Nachdem die Inzidenzen im Herbst erneut stiegen konnte das Festival dennoch unter einem 3G-Hygienekonzept stattfinden. Allerdings mussten Modest Mouse, Sleaford Mods, Warpaint, Tito & Tarantula und Lucy Dacus aufgrund von coronabedingten Tourverschiebungen ihre Auftritte absagen.

## Ausgaben

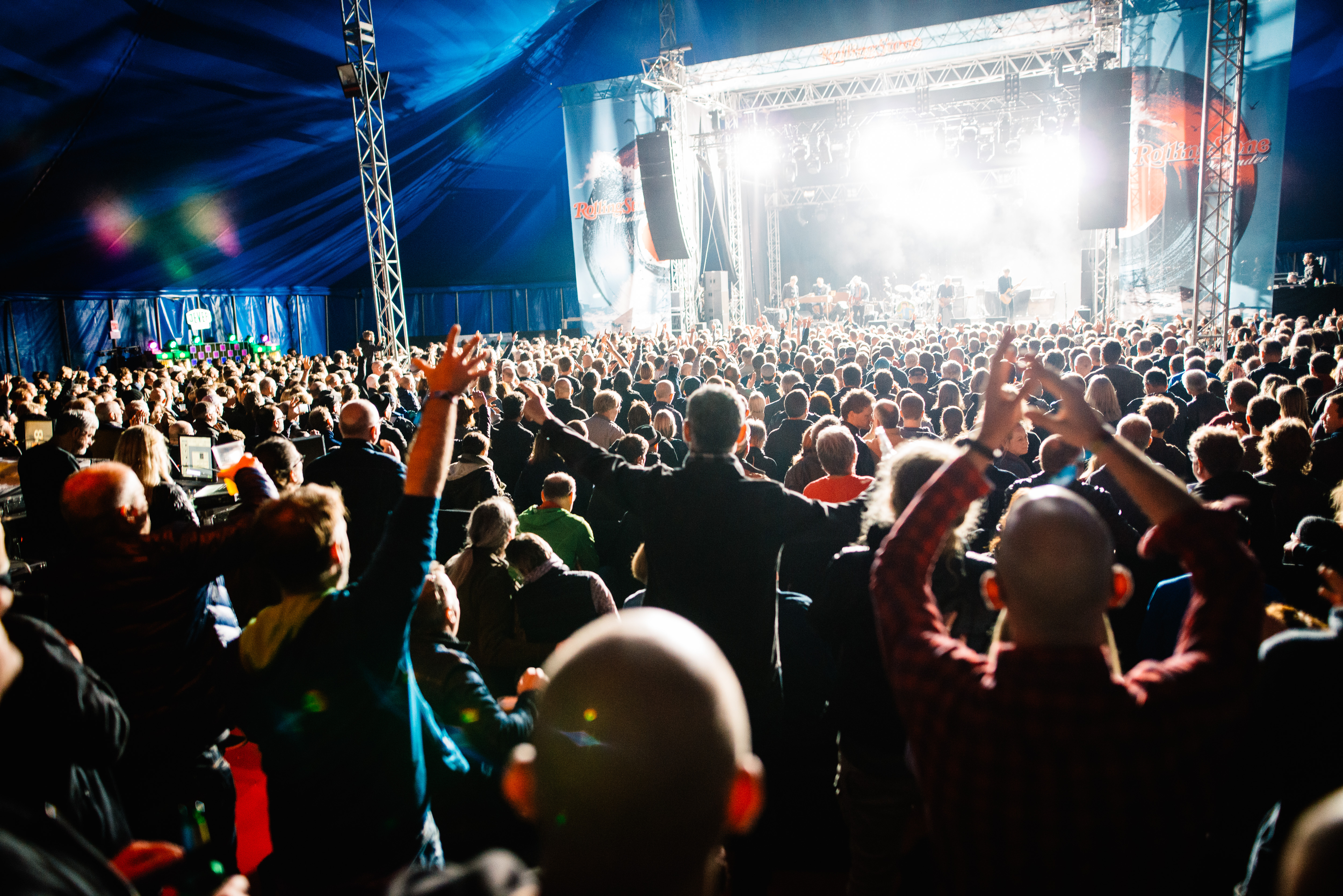
Konzert von Wilco, 2016

### 2009
Der erste Rolling Stone Weekender fand am 6. und 7. November statt. Unter anderem waren folgende Künstler zu Gast:
- Konzerte: The Flaming Lips, Wilco, Editors, Gov’t Mule, Kettcar, The Soundtrack of Our Lives, Billy Bragg, I Am Kloot, Kashmir, Roddy Frame, William Fitzsimmons, Friska Viljor
- Lesungen: Fritz Rau und Frank Schäfer

### 2010
Der zweite Rolling Stone Weekender fand am 12. und 13. November statt. Unter anderem waren folgende Künstler zu Gast:
- Konzerte: Element of Crime, The Gaslight Anthem, The National, Biffy Clyro, Tindersticks, Cowboy Junkies, Teenage Fanclub, K’s Choice, Hallogallo 2010, Michael Rother plays Neu!, John Hiatt and the Combo, Get Well Soon, The Black Keys, Katzenjammer, Midlake
- Lesungen: Fritz Rau, Frank Schulz und Nagel

### 2011
Der dritte Rolling Stone Weekender fand am 11. und 12. November statt. Unter anderem waren folgende Künstler zu Gast:
- Konzerte: Elbow, Wilco, Fleet Foxes, The Notwist, Death Cab for Cutie, Cake, Archive, Nada Surf, Heather Nova, Explosions in the Sky, Thees Uhlmann & Band, Portugal. The Man, An Horse, Anna Calvi, Josh T. Pearson, Timber Timbre, Ed Sheeran
- Lesungen:Wladimir Kaminer, John Niven und Nagel

### 2012
Der vierte Rolling Stone Weekender fand am 16. und 17. November statt. Unter anderem waren folgende Künstler zu Gast:
- Konzerte: Calexico, Tocotronic, Bat for Lashes, Kettcar, Tindersticks, Animal Collective, Mark Lanegan & Band, Spiritualized, Two Gallants, Van Dyke Parks, Evan Dando, Poliça, Teitur, Blind Pilot, Ewert and the Two Dragons, Talking to Turtles, Admiral Fallow
- Lesungen: Maik Brüggemeyer

### 2013
Der fünfte Rolling Stone Weekender fand am 22. und 23. November statt. Unter anderem waren folgende Künstler zu Gast:
- Konzerte: Suede, Dinosaur Jr., Shout Out Louds, Steven Wilson, They Might Be Giants, Junip, Blaudzun, Youth Lagoon, Matthew E. White, Glen Hansard, Travis, Thees Uhlmann & Band, Glasvegas, Sophie Hunger, Get Well Soon, The Tallest Man on Earth, Phosphorescent
- Lesungen: Frank Spilker, Berni Mayer und Peter Huth

### 2014
Der sechste Rolling Stone Weekender fand am 7. und 8. November statt. Unter anderem waren folgende Künstler zu Gast:
- Konzerte: Editors, Selig, Iron & Wine (solo), Live, The Undertones, Triggerfinger, Bob Mould, Jeff Tweedy (Wilco), Blood Red Shoes, Marcus Wiebusch, Gisbert zu Knyphausen und Kid Kopphausen Band, Augustines, St. Vincent, The Levellers, Lloyd Cole, Timber Timbre, The Felice Brothers, Wakey!Wakey!, Markéta
- Lesungen: Sven Regener, Oliver Polak und Eric Pfeil

### 2015
Der siebte Rolling Stone Weekender fand am 6. und 7. November statt. Unter anderem waren folgende Künstler zu Gast:
- Konzerte: Element of Crime, Steve Earle & The Dukes, Alabama Shakes, Built to Spill, The Thurston Moore Band, Arkells, Jamie Lawson, John Southworth, Of Monsters and Men, Death Cab for Cutie, Olli Schulz, Gang of Four, Father John Misty, Mercury Rev, Ron Sexsmith, Sleaford Mods, Gaz Coombes, Chadwick Stokes
- Lesungen: Thees Uhlmann, Andreas Dorau, Gereon Klug und Maik Brüggemeyer

### 2016
Der achte Rolling Stone Weekender fand am 4. und 5. November statt. Unter anderem waren folgende Künstler zu Gast:
- Konzerte: Wilco, Dinosaur Jr., Tindersticks, Boss Hog, Funny van Dannen, John Grant, The Sonics, Agnes Obel, Amanda Palmer, The Notwist, Kula Shaker, Nathaniel Rateliff & the Night Sweats, Julia Holter, Okkervil River, Schnipo Schranke, Blaudzun, DMA’s, Die Nerven, Razz, Charlie Cunningham, Drangsal, Tall Heights
- Lesungen: Benjamin von Stuckrad-Barre, Schorsch Kamerun, Jens Balzer

### 2017
Der Rolling Stone Weekender fand 2017 am 3. und 4. November statt mit den folgenden Künstlern:
- Konzerte: Madness, Glen Hansard, Ride, Spoon, Gang of Four, Chuck Ragan, Lee Fields & the Expressions, Friska Viljor, Steve Gunn and the Outliners, Kevin Morby, Jochen Distelmeyer, Benjamin Booker, Birth of Joy, Isolation Berlin, Die Regierung, Algiers, Fortuna Ehrenfeld, Paradise, Cameron Avery, Hurray for the Riff Raff, Andy Shauf, The Dead South, Kettcar unter dem Pseudonym The Rural Juror[3], Low Roar, Rostam, Kolars, Albert af Ekenstam, Blind Pilot, St. Beaufort
- Lesungen: Jochen Distelmeyer, Nicholas Müller, Robert Forster

### 2018
Der Rolling Stone Weekender 2018 fand am 9. und 10. November statt mit den folgenden Künstlern:
- Konzerte: The Flaming Lips, Element of Crime, Kettcar, Father John Misty, Nada Surf, Motorpsycho, John Grant, Anna Calvi, The Breeders, Die Höchste Eisenbahn, Cass McCombs, Ryley Walker, Car Seat Headrest, Hudson Taylor, Ben Watt, Tusq, Darlingside, The Wave Pictures, White Denim, The Courtneys, Laura Gibson, Mt. Joy, Friends of Gas, The Sheepdogs, Velvet Volume, Naked Giants, Dan Mangan
- Lesungen: Oliver Polak, Thorsten Nagelschmidt, Timo Blunck

### 2019
Rolling Stone Beach 2019 fand am 16. und 17. November statt.
- Konzerte: Elbow, The Specials, Blumfeld, Joan as Police Woman, Mark Lanegan, Maxïmo Park, Alberta Cross, Amy Montgomery, Bess Atwell, Billie Marten, Bob Mould, Curtis Harding, Jessica Pratt, Jon Spencer & The Hitmakers, Jungstötter, Malik Harris, Micah P. Hinson, Moka Efti Orchestra, Nathan Ball, Nick Waterhouse, Nikki Lane, Steiner & Madlaina. Tall Heights, JC Stewart, Teenage Fanclub, The Blue Stones, The Charlatans, Tom Liwas Welt, Villagers, ClickClickDecker (Wohnzimmerkonzert), Meadows (Strandkonzert)
- Lesungen: Jens Balzer, Micky Beisenherz & Oliver Polak (Live-Podcast)

### 2020
Wegen der COVID-19-Pandemie in Deutschland fand die für den 13. und 14. November angekündigte Veranstaltung nicht statt.

### 2021
Rolling Stone Beach 2021 fand am 5. und 6. November statt.
- Konzerte: Element of Crime, Thees Uhlmann & Band, Friska Viljor, Blumfeld, The Dead South, Niels Frevert, Die Regierung, Beans on Toast,  The Sherlocks, Die Kerzen, David Keenan, George Hennessey, Betterov, Tocotronic, The Undertones, Sophie Hunger, Kadavar, Kat Frankie, Die Sterne, Enno Bunger (Strandkonzert), Flowerpornoes, Ilgen-Nur, The Screenshots, Cassandra Jenkins, Big Joanie, M. Byrd, Dead Star Talk, Buzzard Buzzard Buzzard, Mar Malade (Wohnzimmerkonzert)
- Lesungen: Birgit Fuß, Thorsten Nagelschmidt